# باربارا لی
باربارا لی (به انگلیسی: Barbara Lee) نمایندهٔ حوزه انتخابیه سیزدهم کالیفرنیا از حزب دموکرات ایالات متحده آمریکا در مجلس نمایندگان ایالات متحده آمریکا است که برای نخستین‌بار در ۷ آوریل ۱۹۹۸ میلادی به‌عضویت این مجلس درآمد. لی رئیس فراکسیون سیاه کنگره و یکی از رؤسای مشترک فراکسیون ترقیخواه کنگره بوده‌است. او به این خاطر که تنها نماینده کنگره بود که پس از حملات ۱۱ سپتامبر علیه اجازه استفاده از نیروی نظامی علیه تروریست‌ها رأی داد، شناخته شده‌است. این رأی او را به قهرمانی در جنبش ضد جنگ تبدیل کرد.لی از منتقدین صریح‌الهجه جنگ عراق بوده و از طرحی مبنی بر ایجاد وزارت صلح حمایت می‌کند.
به مناسبت سی‌مین سالگرد برقراری روابط دیپلماتیک بین ارمنستان و ایالات متحده و به‌خاطر مشارکت قابل توجه در توسعه روابط ارمنستان و ایالات متحده، مدال مخیتار گش از سوی لیلیت ماکونتس، سفیر ارمنستان در واشینگتن به وی اهدا گردید.